# Silk Way West Airlines

Silk Way West Airlines est une compagnie aérienne privée azerbaïdjanaise avec son siège social et ses opérations aériennes à l'aéroport international Heydar Aliyev  à Bakou, Azerbaïdjan.  C'est une filiale du groupe Silk Way. Les avions sont immatriculés aux Bermudes.
Elle travaillerait pour différents ministères de la Défense, notamment azerbaïdjanais et israélien.

## Destinations
Silk Way West Airlines exploite des vols cargo vers 19 destinations en Europe, en Asie et en Amérique du Nord et onze nouvelles routes à partir de 2017 seulement, y compris vers le Japon, la Malaisie, le Koweït, Singapour, le Bangladech, l'Arabie saoudite ainsi que la route Hong Kong-Chicago sur l'océan Pacifique. En octobre 2018, la société a annoncé qu'elle lancerait un service de fret deux fois par semaine depuis son hub mondial à Bakou, en Azerbaïdjan, jusqu'à Tianjin, en Chine.

## Flotte
La flotte de Silk Way West Airlines comprend les avions suivants (en novembre 2022):
| Flotte de Silk Way West Airlines |            |           |                                                                  |
| Avion                            | En service | Commandes | Notes                                                            |
| Boeing 747-400F                  | 4          |           |                                                                  |
| Boeing 747-8F                    | 5          |           |                                                                  |
| Boeing 777-8F                    |            | 2         | Livraisons prévues entre 2029 et 2030 (commandes avec 2 options) |
| Total                            | 9          | 2         |                                                                  |

### Ancienne flotte
La flotte de la compagnie aérienne comprenait auparavant les avions suivants:
- 2 Boeing 747-400F supplémentaire
- 2 Boeing 767-300ERF supplémentaire

## Soutien logistique
Silk Way West Airlines a été intégré à la chaîne d'approvisionnement logistique en tant que partenaire important des opérations de Formule 1 avant et pendant le Grand Prix d'Azerbaïdjan de 2016-2018. La compagnie aérienne a depuis entamé des négociations pour étendre le soutien au transit logistique à la Formule 1 dans le monde entier.